# 이종훈 (1960년)
이종훈(李宗勳, 1960년 7월 1일~)은 대한민국의 정치인이자 경제학자이다. 제19대 국회의원을 지냈다.
서울특별시 출생이다. 배명고등학교와 서울대학교 경제학과를 나왔으며, 미국 코넬 대학교 대학원에서 노동경제학 박사학위를 받았다.
한국개발연구원(KDI) 연구위원을 거쳐 명지대학교 경영학과 교수, 중앙노동위원회 공익위원, 노사관계개혁위원회 책임전문위원, 기획예산처 기금운용평가단 복지노동팀 팀장, 고용노동부 정책자문위원 등을 지냈다.
2012년 새누리당 후보로 제19대 총선에 경기도 성남시 분당구 갑에 출마하여 당선되었다.

## 역대 선거 결과
| 실시년도 | 선거   | 대수 | 직책     | 선거구                | 정당     | 득표수   | 득표율          | 순위 | 당락 | 비고 |
| -------- | ------ | ---- | -------- | --------------------- | -------- | -------- | --------------- | ---- | ---- | ---- |
| 2012년   | 총선   | 19대 | 국회의원 | 경기 성남시 분당구 갑 | 새누리당 | 66,028표 | \| \| 51.45% \| | 1위  |      | 초선 |
|          | 51.45% |      |          |                       |          |          |                 |      |      |      |